# Luitgard Schneider
Luitgard Schneider (geborene Schnurr; * 17. August 1893 in Karlsruhe; † 2. Dezember 1972 in Rastatt) war eine deutsche Ärztin und Politikerin (CDU). Sie war 1946/1947 Mitglied in der Beratenden Landesversammlung Württemberg-Hohenzollern.

## Leben
Nach ihrem Abitur in Karlsruhe studierte Luitgard Schneider Medizin in München, Tübingen und Freiburg. Nach ihrer Promotion war sie als Frauenärztin und Allgemeinärztin tätig. Während des Zweiten Weltkriegs leitete sie das Deutsche Rote Kreuz in Reutlingen. Bis 1963 hatte sie eine eigene Arztpraxis in Reutlingen. Luitgard Schneider war kurzzeitig verheiratet.
Nach 1945 gehörte sie zu den Gründungsmitgliedern der CDU in Württemberg-Hohenzollern. Von 1946 bis 1948 war sie Mitglied im Gemeinderat der Stadt Reutlingen. Sie gehörte der Flüchtlings-, der Schul-, der Wiederaufbau- und der Wirtschaftskommission an. Gleichzeitig war sie von 1946 bis 1947 Mitglied in der Beratenden Landesversammlung von Württemberg-Hohenzollern, in der sie im Verfassungsausschuss mitarbeitete.